# Giuseppe Baroffio

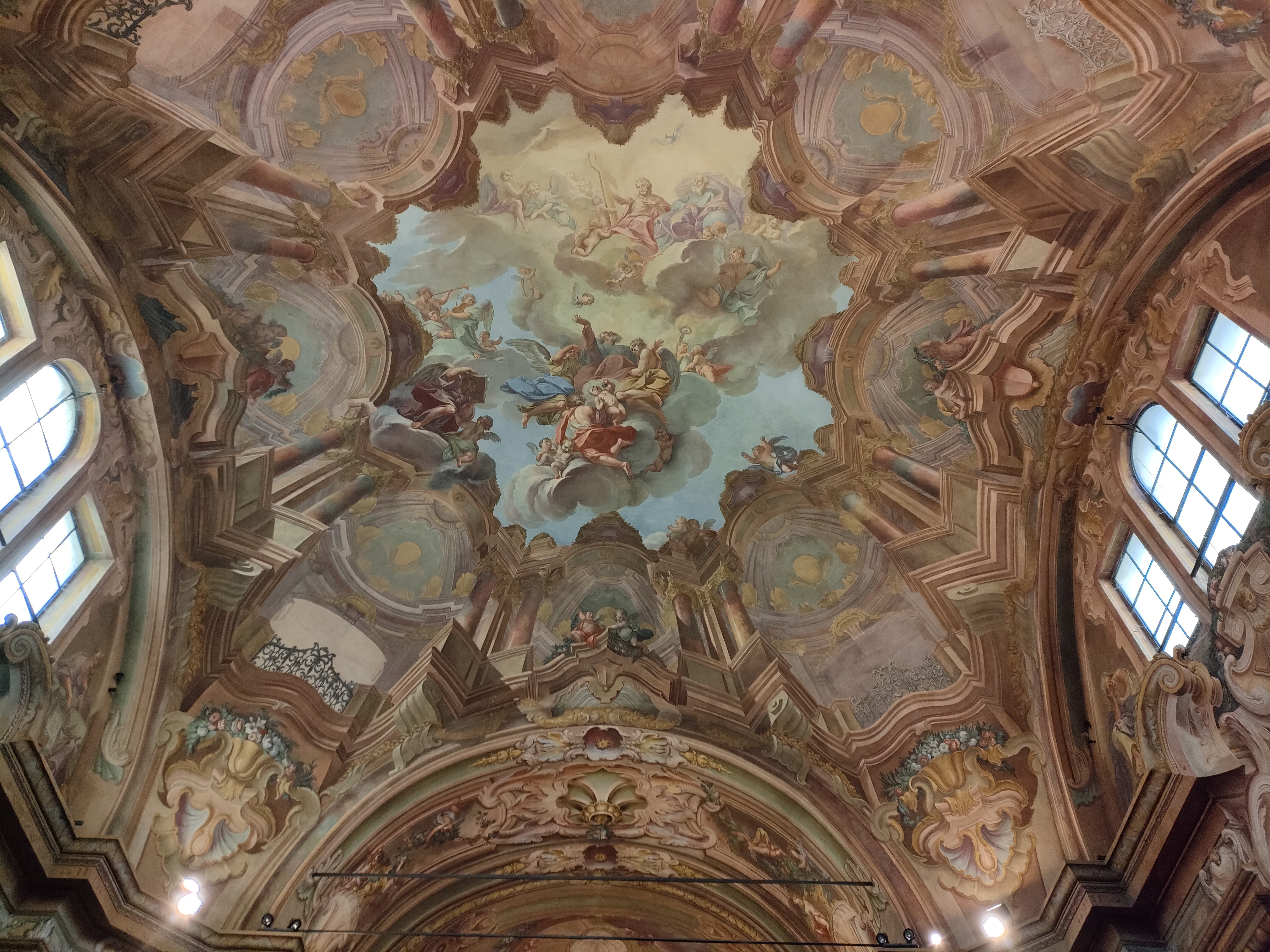
Gloria di sant'Antonio, Giovanni Battista Ronchelli, Giuseppe Baroffio, Sant'Antonio alla Motta, Varese

Giuseppe Baroffio (Mendrisio, 1692 – 1778) è stato un pittore svizzero.

## Biografia
Le notizie su di lui sono incerte: indicato come nativo di Mendrisio, operò essenzialmente come ornatista nel secondo quarto del XVIII secolo. Fu attivo principalmente a Varese; si ricordano inoltre i suoi lavori di pittura illusionistica anche nella città di Pavia. 
Sue opere sono visibili a Bellinzona, nella Chiesa collegiata dei Santi Pietro e Stefano e a Varese nella Chiesa di Sant'Antonio alla Motta e nell'ex Monastero di S.Antonino. Sempre a Varese, a lui e al fratello Giulio si deve inoltre il completamento del campanile di San Vittore.

## Fonti
- treccani.it
- Albero genealogico della famiglia di artisti Baroffio di Mendrisio